# Bureau d'Onmyō
Le Bureau d'Onmyō, également connu sous le nom de Bureau du Yin et du Yang (la prononciation japonaise de Onmyō étant dérivée des mots chinois pour yin et yang), était une institution cruciale du Ministère du Centre dans l'ancien système administratif japonais Ritsuryō. Ce bureau avait pour mission principale de gérer des pratiques telles que la divination, l'astrologie, ainsi que la création et la gestion de calendriers. Les responsabilités incluaient également la géomancie, une méthode basée sur la théorie du yin-et-yang et les cinq éléments ou phases cosmiques.
Parmi les postes clés du Bureau d'Onmyō se trouvaient les Onmyōji (陰陽師), littéralement « maîtres du yin et du yang », qui étaient des officiers techniques chargés de la pratique de la divination et de la gestion de rituels spécifiques. Avec le temps, en particulier pendant le Moyen Âge et la période moderne précoce, le rôle des Onmyōji s'est étendu au-delà des fonctions officielles pour inclure des rituels et des divinations dans le secteur privé, où certains étaient vus comme une forme de clergé.
Le Bureau d'Onmyō était également impliqué dans des rituels spécifiques, comme le rituel de pluie exécuté par les bouddhistes ésotériques, suivi souvent par le Rituel des Cinq Dragons, soulignant son rôle dans la fusion des pratiques rituelles et astrologiques au sein de la structure gouvernementale du Japon. En outre, ce département était connu sous le nom de Ura no Tsukasa, soulignant son rôle essentiel dans la gestion des aspects occultes et mystiques de la gouvernance japonaise.

## Aperçu
Un système gouvernemental à quatre rangs (ja) a été établi, avec des officiels seniors incluant le Chef de Onmyō (Onmyō-no-kami), divers Hakase et Onmyōji (officiels techniques) qui pratiquaient la sorcellerie basée sur Onmyōdō, et d'autres positions d'affaires générales. Abe no Seimei, un célèbre onmyoji (exorciste), n'a pas accédé au poste de onmyō-no-kami (chef des onmyōji), mais son deuxième fils, Yoshimasa (ja), l'a fait.
Les doctorats comprennent le Docteur en Onmyō (ja), qui forme les onmyoji (onmyoji), le Docteur en Astrologie (ja), qui enseigne et pratique l'astrologie basée sur des observations astronomiques, le Docteur en Calendrier (ja), qui enseigne la compilation et la création de calendriers, et le Docteur en Horloge à Eau (ja) qui gère l'Horloge à eau et donne l'heure. Étudiants et diplômés (ja) étudient sous la direction des trois Docteurs en Yin-Yang, Astronomie et Calendrier. Le calendrier Senmyo a été utilisé pendant 823 ans, du 3 février 862 (1er janvier, 4e année de l'ère Jōgan) au 3 février 1685 (30 décembre, 1re année de l'ère Jokyo).
Il a été établi par l'Empereur Tenmu durant la période Asuka (fin du VIIe siècle), et a été aboli l'année suivante en 1869 (Meiji 2) lorsque le chef de Onmyo de l'époque, Tsuchimikado Haruo (ja), décédé (ja). De plus, de 758 à 759, le bureau était appelé Taishi-kyoku (Bureau Taishi) en raison de l'abolition de son titre officiel par Fujiwara no Nakamaro (il a été restauré après la chute de Nakamaro).
On pense que le modèle du Onmyoryo japonais était le Taishikyoku, qui était responsable de l'astronomie, des calendriers et des horloges à eau dans la dynastie Tang. Cependant, il n'existait aucune institution équivalente au Japon à la Taibokusho, qui était responsable de la divination dans la dynastie Tang, mais cela était inclus dans les responsabilités du Onmyoryo, et de plus, un accent plus important était mis sur ce rôle (les officiels avec des antécédents liés à Onmyodo recevaient des rangs officiels relativement plus élevés).

## Personnel
| Cinquième Rang Junior | Haut |                                                  |
| Cinquième Rang Junior | bas  | Onmyo no Kami                                    |
| Sixième Rang Senior   | Haut |                                                  |
| Sixième Rang Senior   | bas  |                                                  |
| Sixième Rang Junior   | Haut | Onmyo no Suke                                    |
| Sixième Rang Junior   | bas  |                                                  |
| Septième rang         | Haut |                                                  |
| Septième rang         | bas  | Docteur en Onmyō (ja) Docteur en Astrologie (ja) |
| Septième Rang Junior  | Haut | Onmyo no Jo Onmyōji Docteur en Calendrier (ja)   |
| Septième Rang Junior  | bas  | Docteur en Horloge à Eau (ja)                    |
| Shohachi              | Haut |                                                  |
| Shohachi              | bas  |                                                  |
| Huitième Rang Junior  | Haut |                                                  |
| Huitième Rang Junior  | bas  | Onmyo no Taizoku (陰陽大属)                      |
| Premier rang          | Haut | Onmyo no Sho-zoku (同少属)                       |
| Premier rang          | bas  |                                                  |

Onmyo no Kami (陰陽頭)
En tant que chef, supervise le Onmyoryo, supervisant l'astronomie, la science des calendriers, la météorologie et les phénomènes atmosphériques. Enregistre et scelle secrètement toute anomalie sans la divulguer à l'extérieur (Rapport confidentiel astronomique), présente le calendrier de la nouvelle année préparé par le Hakase des calendriers avant le 1er novembre chaque année (Rapport du calendrier impérial), et soumet régulièrement les résultats des divinations et de la géomancie. Quota d'une personne, avec un rang officiel équivalent à Cinquième Rang Junior Inférieur.
Onmyo no Suke (陰陽助)
Adjoint du Onmyo no Kami, effectuant des tâches d'assistant. Initialement une personne, mais plus tard, un poste officiel provisoire a également été établi. Équivalent au Sixième Rang Junior Supérieur.
Onmyo no Jo (陰陽允)
Un juge (officiel de troisième rang) qui supervise le bureau de l'intérieur et gère les documents administratifs généraux. Initialement une personne, plus tard augmenté à deux, Daijo (大允) et Shojo (少允). Équivalent au Septième Rang Senior Supérieur.
Onmyo no Taizoku (陰陽大属)・Onmyo no Sho-zoku (同少属)
Clercs en chef (officiels de quatrième rang). Le Taizoku gère les tâches d'enregistrement telles que la documentation et la récitation, tandis que le Sho-zoku assiste dans ces tâches d'enregistrement. Chaque poste a un quota de un. Taizoku est équivalent à Huitième Rang Junior Inférieur, Sho-zoku au Rang Daijo Supérieur.
Onmyoji (陰陽師)
Spécialistes de la divination (détermination des résultats auspices et inauspices) et de la géomancie (observation des directions). Quota de six personnes, équivalent au Septième Rang Senior Supérieur.
Onmyo Hakase (陰陽博士)
Officier principal de Onmyodo. Instruit les stagiaires appelés Onmyo-sei (陰陽生). Quota d'une personne. Équivalent au Septième Rang Junior Inférieur. Établi à un rang élevé similaire à celui de Hakase en astronomie.
Hakase en Astronomie (天文博士)
Officier principal de l'astronomie. Observe les phénomènes célestes et scelle toute anomalie pour éviter qu'elle ne fuite à l'extérieur, instruit également les stagiaires appelés Tenmon-sei (天文生). Quota d'une personne, équivalent au Septième Rang Junior Inférieur. Le rang officiel est supérieur à celui des autres Hakase car l'astronomie était considérée comme la discipline la plus difficile parmi toutes les disciplines de Onmyo.
Hakase en Calendrier (暦博士)
Officier principal des études calendaires. Responsable de la création, de la compilation et de la gestion des calendriers, instruisant les stagiaires appelés Reki-sei (暦生). Quota d'une personne. Équivalent au Septième Rang Senior Supérieur.
Hakase en Horloge à Eau (漏刻博士)
Officier principal chargé de la gestion du temps. Supervise la conception et la gestion des horloges à eau, dirige le Shushincho (守辰丁) dans l'opération des horloges à eau, et gère la lecture de leurs échelles et la gestion du temps. Fonctionne en système à deux équipes, avec un quota de deux personnes. Équivalent au Septième Rang Junior Inférieur.
Étudiant・Tokugyo-sei (学生・得業生)
Étudiants (stagiaires) sous la direction du Hakase maîtrisant les diverses voies de l'astronomie, de Onmyodo, et des études calendaires, avec 10 étudiants affectés à chacune des trois voies ; de plus, 2 à 3 Tokugyo-sei (得業生) visant à devenir Hakase sont également nommés.
Shushincho (守辰丁)
Officiers opérationnels sous la supervision du Hakase en Horloge à Eau qui mesurent les horloges à eau et, à chaque intervalle horaire, frappent des instruments (Tambour (太鼓), Cloche (鐘鼓)) pour annoncer l'heure. Quota de 20 personnes.
Shibu (使部)・Jikicho (直丁)
Postes administratifs couramment placés dans chaque ministère et bureau en dehors du Onmyoryo, avec un quota de 20 pour Shibu et de deux pour Jikicho.
Alors que le nombre de fonctionnaires augmentait, il est devenu courant d'avoir des gonkan (une méthode d'opération initialement non stipulée dans le Code Ritsuryo, et à l'origine c'était une position honorifique provisoire dans laquelle le fonctionnaire recevait le même traitement que l'officiel bien qu'il n'exerçât pas les fonctions pertinentes, et ce n'était pas une nomination régulière, mais on lui donnait le mot gon signifiant « provisoire » ; cependant, lorsqu'il a été rendu permanent, il a acquis la même autorité ou une autorité similaire à celle d'un fonctionnaire régulier). Gonnosuke, un fonctionnaire provisoire avec le rang d'assistant, a reçu le rang de Rang Junior Sixième (ja), tout comme l'officiel régulier Onmyosuke, et a commencé à assister le chef de Onmyo. Un Onmyo Daiyu et un Shoyu ont également été nommés au rang de Yu, et bien que le Shoyu était en position d'assister le Daiyu, les deux recevaient le même rang officiel de Rang Junior Septième Supérieur (ja).
Dans le domaine de Houjutsu également, des hakase quoral permanents (Gon no Hakuji) étaient nommés pour assister chaque hakase ( hakase quoral en astronomie, hakase quoral en yin et yang, hakase quoral en calendrier, et hakase quoral en horloge à eau), mais leurs rangs officiels étaient tous fixés un rang inférieur à chaque hakase régulier, et des étudiants étaient également mis en place suivant l'exemple des stagiaires à Daigakuryo, avec Tenmon toku gosho (maximum de deux étudiants), Onyo toku gosho (maximum de trois étudiants), et Rekitoku gosho (maximum de deux étudiants) étant nommés comme candidats pour succéder à chaque doctorat et position d'onmyoji.
Quant au département des Horloges à Eau, le Docteur en Horloge à Eau était établi tout comme dans la dynastie Tang, mais l'Érudit en Horloge à Eau et le Maître en Horloge à Eau n'étaient pas établis. À l'origine, sous le système Tang, les postes d'Ankosho, Shichin et Rokokudenji étaient séparés pour effectuer le travail pratique de Rokoku, et le Rokoku Hakase se spécialisait dans l'éducation des étudiants en Rokoku. Cependant, sous le système japonais, il n'y avait ni Ankosho, ni Shichin, ni Rokokudenji, et à la place, le Rokoku Hakase assumait ces rôles. De plus, il n'y avait pas d'étudiants en Rokoku, qui étaient les sujets originaux des devoirs du Rokoku Hakase. Il y avait donc des différences significatives entre les systèmes japonais et Tang, mais les circonstances derrière cela ne sont pas claires.
De plus, les nouvelles positions d'affaires générales d'officier d'histoire et de gestionnaire de dortoir ont été créées. Onyo no Shisho (nombre de postes inconnu) étaient apparemment utilisés comme messagers qui copiaient des documents et livraient documents d'approbation (ja) à l'intérieur du dortoir, mais les archives existantes sont insuffisantes pour clarifier le statut réel de la position de Shisho, et il y a deux théories : l'une est que c'était une partie du message initialement établi dans le Code Ritsuryo, et l'autre est que c'était une position nouvellement établie.

## Dans la culture populaire
La même phrase est également utilisée dans The Yinyang Master ; c'est une organisation majeure dans le manga Tokyo Ravens.